# Huabeisaurus
Huabeisaurus ("ještěr ze severní Číny") byl rod velkého sauropodního dinosaura z kladu Somphospondyli, žijícího na území současné severní Číny (provincie Šan-si, souvrství Chuej-čchüan-pchu).

## Historie a popis

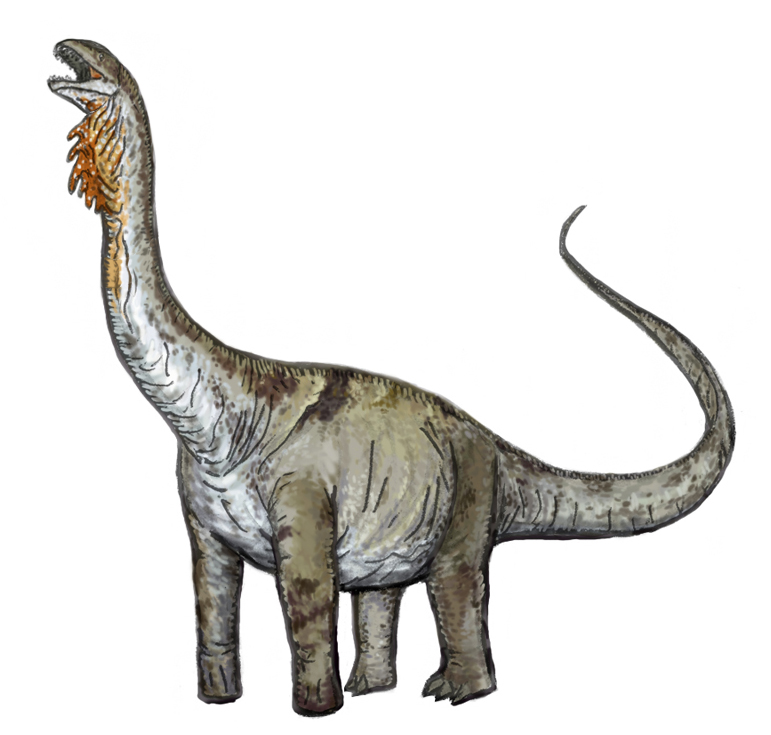
Huabeisaurus allocotus - rekonstrukce vzezření.

Formálně byl tento taxon popsán roku 2000. Fosilie tohoto dinosaura sestávají ze zubů a nekompletní kostry, objevených ve vrstvách svrchní křídy (stupeň kampán, stáří asi 84 až 72 milionů let). Typový a zatím jediný známý druh tohoto rodu je H. allocotus, vědecky popsaný čínskými paleontology Pengem a Čangem. Ti stanovili pro tohoto sauropoda, příbuzného mongolskému rodu Opisthocoelicaudia, také novou čeleď (Huabeisauridae). Ta ale dosud není většinou paleontologů uznávána.

## Popis
Huabeisaurus byl velký čtyřnohý býložravec s masivními končetinami, dlouhým krkem a ocasem a relativně malou hlavou. Podle amerického badatele Gregoryho S. Paula dosahoval délky přibližně 17 metrů a hmotnosti kolem 8500 kilogramů. Později nicméně G. Paul revidoval hmotnost tohoto sauropoda na 15 000 kilogramů. Pozdější práce udávají tomuto sauropodovi hmotnost kolem 11 000 kg.